# Carl August Wizani

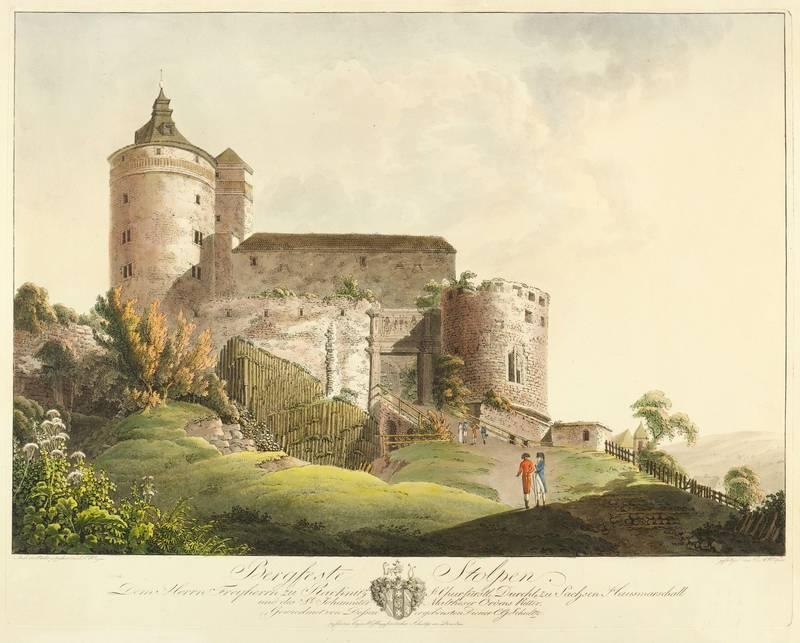
Bergfeste Stolpen

Carl August Wizani (auch Witzani, * 1767 in Dresden; † 29. April 1818 in Breslau) war ein deutscher Radierer und Kupferstecher, älterer Bruder des Radierers Johann Friedrich Wizani (1770–1838).
Wizani studierte an der Dresdner Kunstakademie bei Adrian Zingg, später bei Johann Christian Klengel.
Von 1787 bis 1797 diente er im Kursächsischen Artilleriekorps. Er war bis 1803 als Zeichenlehrer am Freimaurerinstitut Dresden-Friedrichstadt tätig. 1812 kam er nach Breslau, und seit 1817 führte er dort die Restaurierung der Kunstsammlungen des Prinzen Biron von Curland durch. Dort starb er 1818 durch Freitod.